# Eva Durán
María Dolores Eva Durán Ramos (n. 1954) es una política conservadora española exafiliada al Partido Popular.

## Biografía
Nació el 24 de enero de 1954 en Talavera de la Reina (provincia de Toledo).
Presidenta del Partido Popular (PP) de Puente de Vallecas desde 1994, en las municipales de 1995 resultó elegida concejala del Ayuntamiento de Madrid.
Diputada en el Congreso de los Diputados por Madrid en la ix y en la x legislatura. Adscrita junto a políticos como Luis Peral, Regina Plañiol o Lourdes Méndez al conjunto de cargos del PP habitualmente identificados con el sector más conservador del partido, ha mantenido posiciones ultraconservadoras en lo relativo a la legislación del aborto, y llegó a romper la disciplina de partido, al ser la única diputada del PP que votó en contra del proyecto de ley de reforma del aborto impulsado por el partido en abril de 2015. No apareció en las listas para las elecciones generales de España de 2015, purgada junto a otros diputados «provida» críticos con la dirección del PP.
Como concejala del Ayuntamiento de Madrid ha ejercido de concejala-presidenta de distritos como Usera y Puente de Vallecas,
Ofreció su apoyo a Luis Asúa en las primarias a la presidencia del Partido Popular de la Comunidad de Madrid que enfrentaron la candidatura de este último con la de Cristina Cifuentes.
El 26 de octubre de 2020 formalizó su baja del Partido Popular en una misiva dirigida a la sede nacional del partido por el giro tomado por la Dirección nacional y por el discurso pronunciado por el presidente de la formación, Pablo Casado, en la moción de censura presentada por el partido político Vox.